# Шигаев, Андрей Васильевич
Андре́й Васи́льевич Шига́ев (10 июля 1908, с. Вышки, Симбирская губерния — 26 декабря 1943, недалеко от села Кочеров Радомышльского района Житомирской области) — старший лейтенант Советской Армии, участник Великой Отечественной войны, Герой Советского Союза (1944, посмертно). Начальник инженерной службы мотострелкового батальона 69-й механизированной бригады (9-й механизированный корпус, 3-я гвардейская танковая армия, 1-й Украинский фронт).

## Биография
Родился 10 июля 1908 года в селе Вышки Симбирской губернии (ныне — Ульяновского района Ульяновской области) в семье крестьянина. Русский. Член ВКП(б) с 1940 года. Окончил 4 класса.
Спасаясь от голода в Поволжье, в 1921 году семья перебралась в Казахстан, в район Акмолинска. В 1923 году родители вернулись на родину, а Андрей остался жить в Казахстане, батрачил.
В 1929 году призван на срочную службу в РККА, служил в 14-м кавалерийском полку (Бердичев), в 2-м кавалерийском полку (Павлоград). При увольнении в запас в 1931 году подал рапорт об оставлении на сверхсрочной службе, зачислен во внутренние войска ОГПУ СССР. Служил в подразделении войск ОГПУ в Акмолинске Казахской ССР, в 1932 году окончил 3-ю школу войск ОГПУ в Московской области. С 1932 года командовал взводом в 20-и и в 7-м полках войск ОГПУ.
В 1934 году переведён из войск в органы НКВД СССР, работал в Управлении НКВД по Ульяновской области, сотрудник спецкомендатуры. В 1935 году уволен из органов по сокращению. Вернулся в родное село, работал в колхозе «Вышкинский» Ульяновской области, с 1936 года работал на рыбозаводе в Астраханской области.
В Красной Армии — с 1941 года, призван Икрянинским районным военкоматом Астраханского округа Сталинградской области. Окончил курсы младших лейтенантов и был направлен на фронт. Воевал на Донском, Воронежском, 1-м Украинском фронтах.
Проявил мужество и героизм в ходе битвы за Днепр, когда в ночь с 21 на 22 сентября 1943 года организовал сбор и изготовление подручных плавсредств, и переправу личного состава, вооружения, боеприпасов через Днепр, обеспечил захват плацдарма, сам переправился с передовыми подразделениями и участвовал в боях за удержание плацдарма, где уничтожил до 10 солдат противника.
25 октября 1943 года в боях по расширению плацдарма в районе безымянной высоты на правом берегу реки Днепр (Каневский район, Черкасская область) сумел доставить боеприпасы окруженному батальону.
Принял участие в Киевской наступательной и в Киевской оборонительной операциях. Погиб в бою 26 декабря 1943 года, в самом начале Житомирско-Бердичевской наступательной операции.
Указом Президиума Верховного Совета СССР «О присвоении звания Героя Советского Союза генералам, офицерскому, сержантскому и рядовому составу Красной Армии» от 10 января 1944 года за «образцовое выполнение боевых заданий командования на фронте борьбы с немецко-фашистскими захватчиками и проявленные при этом отвагу и геройство» удостоен посмертно звания Героя Советского Союза.
Похоронен в братской могиле советских воинов в селе Кочеров Радомышльского района Житомирской области. 
Награждён орденами Ленина (10.01.1944) и Красной Звезды (1.10.1943).
Память
- Его имя носит Вышкинская школа и улицы в городе Ульяновске[3] (2000), а также в родном селе Вышки.
- 8 мая 2015 года в рабочем посёлке Ишеевка Ульяновского района Ульяновской области был открыт его бюст.